# Disneyland Park
Disneyland Park (o Parc Disneyland in francese) è uno dei due parchi a tema presenti a Disneyland Paris di proprietà della Euro Disney S.C.A. e della Disney Experiences, ed è stato inaugurato il 12 aprile 1992 come Euro Disneyland, unico parco presente inizialmente nel resort. Il parco è dedicato alle fiabe e ai personaggi Disney ed è il parco principale dell'impianto. È situato a 32 km da Parigi, precisamente a Marne-la-Vallée. Il parco ha una superficie di 550.000 m², vi lavorano complessivamente 15.000 persone di 100 paesi diversi, le lingue ufficiali sono il francese e l'inglese, ma nel parco si parlano anche altre lingue. Il Disneyland Park è il parco di divertimenti più visitato d'Europa.

## Storia e dettagli

### Dedica
(Michael Eisner, 12 Aprile 1992)
Il parco aprì come Euro Disneyland il 12 aprile 1992 ma, dopo un difficile periodo finanziario, nel 1995 cambiò nome in Disneyland Paris insieme a tutto il complesso, per passare, nel 2002, a Disneyland Park (Inglese) / Parc Disneyland (Francese).
La sua costruzione iniziò nel 1988 e il suo cantiere di costruzione era uno dei due più grandi d'Europa. Il parco è stato creato dal niente, e questo spiega come mai il suo completamento abbia richiesto così tanto tempo: si è dovuto procedere alla costruzione di fognature, acquedotti e allacciamenti elettrici oltre alle numerose attrazioni, hotel, negozi e punti ristoro.
Costruito sullo stesso modello del parco Disneyland in California (cioè del primo parco costruito e supervisionato da Walt Disney in persona), del Magic Kingdom in Florida e di Tokyo Disneyland a Tokyo, presenta comunque alcune differenze rispetto ai suoi simili targati Disney: la prima è il cambio di denominazione per la sezione dedicata al futuro, da Tomorrowland a Discoveryland, una differenza che connota uno stile da fantascienza d'epoca, sullo stile di Jules Verne, con una nota steampunk, preferito alla fantascienza classica dei parchi americani. Un'altra differenza sta nell'attrazione Space Mountain, alla quale il parco francese ha dedicato un'attenzione maggiore sia nella tecnologia che nei particolari estetici e che, dopo un intenso lavoro del personale Disney tra il 2003 ed il 2004, riaprì con un nuovo look e con il nome di Space Mountain: Mission 2, riscuotendo un enorme successo. Il parco ospita soprattutto turisti europei ed arabi, anche se non mancano turisti statunitensi che preferiscono la bellezza ed il maggiore ordine delle scenografie di un parco Disney più giovane. Ancora un'altra differenza dagli altri parchi è la costruzione, dopo due anni dall'apertura del parco, delle attrazioni Le Pays des Contes de Fées e Casey Jr. Le Petit Train du Cirque, situate nell'area Fantasyland oltre il percorso del Disneyland Railroad: normalmente, nel classico concetto di Disneyland, tutte le attrazioni si trovano all'interno del percorso del treno, per raggiungere queste due attrazioni, invece, si deve passare in un sottopassaggio per superare la ferrovia. Il simbolo che rappresentata il parco è Le Château de la Belle au Bois Dormant (alto 46 metri), una replica del castello delle fiabe visto nel film La bella addormentata nel bosco del 1959.
Un'altra differenza sostanziale con gli altri parchi Disney sta nell'entrata del parco che è posta sotto il Disneyland Hotel (invece che sotto la stazione della Disneyland Railroad come negli altri parchi); da lì si passa sotto la stazione dalla quale si accede alla prima area che è Town Square, da cui parte la strada centrale, Main Street U.S.A., che conduce i visitatori alla Central Plaza, la grande piazza circolare che si trova davanti al Castello della bella addormentata e da cui si possono raggiungere le altre aree del parco.

## Calendario
Il parco è aperto tutto l'anno. Nel corso dell'anno le aperture del parco sono divise in diverse stagioni ben distinte tra loro:
- Primavera/Estate: normalmente va dalla prima settimana di aprile fino alla seconda di novembre.
- Autunno/Inverno: normalmente va dalla terza settimana di novembre all'ultima di marzo.

All'interno di questi periodi si trovano dei festeggiamenti delle diverse stagioni durante l'anno, tra cui gli appuntamenti fissi:
- Le Festival Halloween Disney: dura tutto il mese di ottobre fino ai primi di novembre. Il parco si trasforma con scenografie tetre e spettrali in questo periodo speciale, le aree che subiscono maggiori cambiamenti sono: Main Street U.S.A. e Frontierland. È il mese dedicato ai personaggi cattivi dei film Disney, nei vari negozi e bar vengono venduti gadget e dolci tipici di Halloween. Viene organizzata una parata dove appaiono i cattivi Disney e nella quale tutti i personaggi principali sono vestiti in tema Halloween.
- Le Noël Enchanté Disney: va dalla seconda settimana di novembre fino alla fine delle feste di Natale. Viene festeggiato il periodo natalizio e il parco si trasforma completamente ricoprendosi di luci e scenografie a tema, viene innalzato un grande albero al centro di Town Square e viene organizzata una parata apposita per questo periodo.

Nel parco si festeggiano anche le varie feste nazionali francesi, come la festa del 14 luglio, o le festività più famose al mondo, come la festa di san Patrizio.
L'orario di funzionamento varia molto a seconda del periodo (bassa, media e alta stagione), con l'apertura alle 9:30 (alle 8:30 per gli ospiti degli Hotel Disney) e chiusura variabile tra le 20:00 e le 23:00.

## Aree tematiche
Il parco si suddivide in cinque aree tematiche, in senso orario: Main Street U.S.A., Frontierland, Adventureland, Fantasyland e Discoveryland.

### Main Street U.S.A.

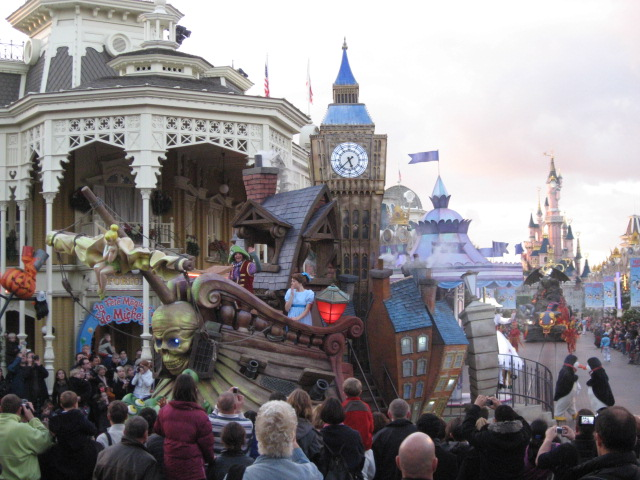
Una parata attraversa le strade della Main Street U.S.A.

Main Street U.S.A. è la prima area tematica (chiamata land) che si attraversa. Serve per introdurre i visitatori a quello che è Disneyland e rappresenta il punto di confine tra il mondo esterno e il parco. Il tema è quello della vita di tutti i giorni, ma ambientata a cavallo tra '800 e '900 in una versione romantica delle cittadine americane di inizio secolo, è ispirata dalla città d'infanzia di Walt Disney, Marceline, in Missouri, termina nella piazza adiacente al Castello della bella addormentata nel bosco. Si divide in 4 aree:
Ingresso: passando sotto il Disneyland Hotel (e quindi oltrepassando i tornelli d'ingresso), ci troviamo di fronte a una piccola piazzetta da dove si può ammirare la stazione del Disneyland Railroad. Da questa attrazione partono i treni che circumnavigano il parco (passando attraverso altre tre stazioni). Questa piazza rappresenta l'ultima frontiera tra esterno e interno del parco.
Town Square: passando sotto la stazione si raggiunge la prima grande piazza, appunto Town Square. In essa possiamo distinguere sulla sinistra il City Hall (che è il municipio della cittadina, dal quale si possono chiedere informazioni su tutto quello che riguarda il parco) e sulla destra la Main Street Transportation Company dal quale partono le due attrazioni di trasporto nella strada principale: Main Street Vehicles (a bordo di macchine d'epoca) e Horse-Drawn Streetcars (a bordo di carrozze trainate da cavalli). Da Town Square, inoltre, si possono iniziare a vedere le prime casette che compongono la cittadina. Le casette sono ricostruite utilizzando la tecnica della prospettiva forzata: essa prevede che ogni piano sia 5/8 più piccolo di quello più basso, in modo da ricostruire la visione che ognuno di noi aveva da bambino.
Main Street: superando Town Square ci troviamo nella strada principale, piena di negozi più o meno grandi (un esempio è l'Emporium che è il negozio più grande del parco), gelaterie, ristoranti (tra cui il Walt's - An American Restaurant) e negozi di dolciumi. Al centro della strada principale c'è una piccola traversa dalla quale, nella parte destra, si accede al Dapper Dan's Hair Cuts: un barbiere d'epoca dove realmente si possono tagliare i capelli.
Central Plaza: proseguendo per la Main Street si arriva alla grande piazza posta al centro del parco; da qui si potrà andare in qualsiasi altra land del parco e si potranno vedere i fuochi artificiali che vengono eseguiti proprio dietro al castello della Bella Addormentata nel Bosco. Dal 2009 venne inaugurato un nuovo palco, Central Plaza Stage, dal quale si potevano ammirare numerosi spettacoli, smantellato nel 2017 per i festeggiamenti del 25º anniversario, quando si tornò ad utilizzare lo storico Royal Castle Stage ormai fisso sin dall'apertura del parco.

#### Attrazioni
| Nome                                      | Caratteristiche | Modello e casa costruttrice         | Anno di apertura | Foto |
| ----------------------------------------- | --- | ----------------------------------- | ---------------- | ---- |
| Disneyland Railroad - Main Street Station | Principale stazione ferroviaria del parco, l'edificio della stazione mescola diversi stili di costruzione dell'epoca vittoriana. Disneyland Railroad è un'attrazione di trasporto: per mezzo di autentici trenini a vapore, riprodotti fedelmente in scala, i visitatori del parco possono compiere un giro panoramico attorno al perimetro del parco, in senso orario, passando attraverso le 4 stazioni poste nei 4 punti cardinali del parco: Main Street U.S.A. a sud, Frontierland a ovest, Fantasyland a nord e Discoveryland a est. Si può scendere o salire in qualsiasi stazione, senza dover necessariamente fare tutto il tragitto. | Ferrovia Lamb Severn                | 1992             |      |
| Horse-Drawn Streetcars                    | Trainati da cavalli si attraversa tutta Main Street U.S.A. Si parte dal lato destro di Town Square, dove inizia il tragitto, passando attraverso tutta la strada principale, fino ad arrivare a Central Plaza. | Tram a cavallo                      | 1992             |      |
| Main Street Vehicles                      | Trasporto con 5 tipologie di veicoli d'epoca: il Fire Truck (12 passeggeri) - camion dei Vigili Del Fuoco, Omnibus (35 passeggeri) - autobus a due piani, Limousine (8 passeggeri), Mercer (2 passeggeri) e il Paddy Wagon (8 passeggeri). I veicoli forniscono solo un servizio navetta, da Town Square a Central Plaza o viceversa, non un giro completo. | Trasporto con Autoveicoli Old-timer | 1992             |      |
| Liberty Arcade                            | Liberty Arcade è una galleria pedonale coperta che corre parallela a Main Street dal lato ovest. Presenta la storia della Statua della Libertà attraverso fotografie storiche, opere d'arte, modellini e una scena con manichini inanimati: una storia che collega la Francia agli Stati Uniti d'America, ma anche Main Street U.S.A. con Frontierland. | Percorso a piedi                    | 1992             |      |
| Discovery Arcade                          | Discovery Arcade è una galleria pedonale coperta che corre parallela a Main Street dal lato est, ed è dedicata ai grandi inventori e visionari del primo Novecento; rende omaggio a queste grandi menti, ai loro brevetti ingegnosi ancora e ai loro più sfrenati sogni di città futuristiche. Collega Main Street U.S.A. con Discoveryland. | Percorso a piedi                    | 1992             |      |

#### Spettacoli e parate
| Nome                       | Caratteristiche | Anno           | Foto |
| -------------------------- | --- | -------------- | ---- |
| Disney Dreams!             | Disney Dreams! (2012-2017 e 2023-in corso) è uno spettacolo di video mapping e proiezioni sul castello, giochi acquatici delle fontane e fuochi d'artificio con protagonista Peter Pan ed altri personaggi Disney inaugurato inizialmente nel 2012 per il 20º anniversario del parco e ritornato nel 2023, in una versione rinnovata, in occasione del gran finale delle celebrazioni per il 30º. Sostituito nel 2017, in occasione del 25º anniversario del parco, da Disney Illuminations, in cui era Topolino in persona a condurre gli spettatori in un viaggio attraverso le proiezioni delle storie Disney più celebri, dai grandi classici ai capolavori più recenti tra cui scene da Guerre stellari, Pirati dei Caraibi, La sirenetta e Frozen. Gli altri show notturni presentati negli anni sono: - Fantasy in the Sky (1992-2004) - Wishes (2005-2007) - The Enchanted Fireworks (2008-2012) - Disney Illuminations (2017-2023) | 2012-2017 2023 |      |
| Disney Stars on Parade     | Disney Stars on Parade (2017-in corso) è la sfilata di carri del Disneyland Park creata in occasione del 25º anniversario e va a sostituire pertanto la precedente parata, Disney Magic on Parade. In questa nuova parata sfilano rispettivamente: un carro con Topolino, Minnie, Paperino, Paperina, Pluto e Pippo coi nuovi costumi in stile steampunk per il 25º; uno coi personaggi di Toy Story; uno coi personaggi de Il Re Leone e Il Libro della Giungla; uno coi personaggi di Le avventure di Peter Pan; uno con quelli di Alla ricerca di Nemo; un gigantesco drago meccanico sputafuoco ispirato a quello di La bella addormentata nel bosco, un carro con le Principesse Disney e infine, a concludere la parata, un carro coi personaggi di Frozen, che rilascia della neve artificiale al suo passaggio. Altre sfilate di carri presentate negli anni comprendono: - Disney Classics Parade (1992-1997) - Aladdin's Royal Caravan (1993-1994) - Wonderful World of Disney Parade (1998-1999 e 2001-2007) - Disney ImagiNations Parade (1999-2001) - Once Upon a Dream Parade (2007-2012) - Disney Magic on Parade (2012-2017) Parate notturne: - Main Street Electrical Parade (1992-2003) - Disney's Fantillusion (2003-2012) | 2017           |      |
| Disney D-Light             | Un pre-show che combinava video mapping, getti d'acqua ed altri effetti di luce, accompagnati da alcuni brani Disney, che si concludeva con una coreografia aerea di 200 droni luminosi che formavano, tra le altre immagini, un gigantesco numero 30 in cielo, composto con la sagoma stilizzata delle orecchie di Topolino, stesso simbolo del 30º anniversario del parco. In occasione del gran finale del 30º anniversario, erano state apportate migliorie e la durata dello show era aumentata da 5 a 8 minuti. Lo show è terminato il 30 settembre 2023, dopo la conclusione dei festeggiamenti per il 30º anniversario. | 2023           |      |
| Dream… and Shine Brighter! | Per i festeggiamenti dei 30 anni del parco era stata inaugurata questa parata/spettacolo che attraversava le strade della Main Street per raggiungere la piazza antistante il castello e con protagonisti i principali personaggi Disney, nei loro abiti disegnati apposta per il trentennale, accompagnati da un gruppo di ballerini e da due canzoni che erano state appositamente scritte: Un monde qui s'illumine e Ready for the Ride. Lo show è terminato il 30 settembre 2023, dopo la conclusione dei festeggiamenti per il 30º anniversario. Altri spettacoli/parate celebrative principali presentate negli anni comprendono: - La Cérémonie des Contes et Lumières (2004-2006) - Candleabration/Bougillumination (2007-2009) (spettacolo per celebrare i 15 anni del parco) - Le Petit Train des Personnages Disney (2007-2009) (trenino gommato con a bordo alcuni personaggi Disney per celebrare i 15 anni del parco) - Le Train en Fête de Minnie (2009-2010) - Le Petit Train du 20e anniversaire (2012-2013) (trenino gommato con a bordo alcuni personaggi Disney per celebrare i 20 anni del parco) | 2022-2023      |      |
| Fontane d'acqua            | Con i festeggiamenti dei 20 anni del parco sono state installate delle fontane ai piedi del castello. Oltre che per gli spettacoli Disney Dreams! e Disney Illuminations, queste sono usate anche per brevi spettacoli davanti al castello, in occasione di alcune feste nazionali francesi o internazionali, nei quali vengono illuminate e fatte danzare queste fontane a ritmo della musica. | 2012           |      |

#### Ristoranti
| Nome                              | Caratteristiche | Tipologia                                       | Prezzo | Anno |
| --------------------------------- | --- | ----------------------------------------------- | ------ | ---- |
| Walt's - An American Restaurant   | Situato al centro sul lato sinistro della Main Street, Walt's - an American Restaurant è un ristorante immerso in un'atmosfera di inizio '900, ispirata all'appartamento privato di Walt Disney nel Disneyland originale e con dipinti e statue che richiamano le varie aree del parco, che serve specialità americane e internazionali, molte delle quali ispirate ai piatti preferiti dello stesso Walt Disney. I posti a sedere si trovano al primo piano ed è pertanto l'unico edificio sulla Main Street che concede al pubblico una visuale esclusiva dall'alto. | Servizio al tavolo con cucina americana         | €€€    | 1992 |
| Plaza Gardens Restaurant          | Si tratta di un elegante ristorante vittoriano riccamente tematizzato e con una vasta offerta di piatti, all'interno si possono ammirare dipinti di Main Street U.S.A. in vari momenti storici. Offre un normale servizio buffet a pranzo, mentre a colazione e a cena tra i tavoli compaiono Topolino, Minni ed i loro amici, comportando un prezzo maggiorato. | Buffet con cucina internazionale                | €€/€€€ | 1992 |
| Casey's Corner                    | È posto nell'angolo nord ovest delle case che compongono la Main Street, ha posti a sedere sia all'interno che all'esterno. L'ambientazione è di ispirazione sportiva, specialmente dedicata al baseball. Questo ristorante offre una varietà di hot dog, patate fritte e dolci. È un ristorante storico, presente in tutti i Parchi Disney. | Servizio rapido con cucina americana            | €      | 1992 |
| Market House Deli                 | Posto al centro nella parte est della Main Street, è un nostalgico ristorante che offre una vasta gamma di panini e sandwich della tradizione francese. L'ambientazione ricorda quella della New York degli anni '20. | Servizio rapido con cucina francese             | €      | 1992 |
| Victoria's Home-Style Restaurant  | Alla fine della Main Street, davanti a Central Plaza si trova questo ristorante in stile vittoriano. Vengono proposti numerosi snack e dessert dalle tradizioni americane e francesi. Sono disponibili dei tavolini all'interno e, se il tempo lo permette, anche all'esterno. | Servizio rapido con cucina americana e francese | €      | 1992 |
| Cable Car Bake Shop               | Una pasticceria al centro della Main Street. Si possono gustare le varie specialità di dolci sui tavolini messi a disposizione dal locale. | Servizio rapido con cucina americana            | €      | 1992 |
| Cookie Kitchen                    | Posizionata a fianco del Cable Car Bake Shop, questa pasticceria offre una vasta scelta di dolci da gustare seduti nei tavoli riservati al locale. | Da asporto                                      | €      | 1992 |
| The Coffee Grinder                | Un piccolo negozio di dolciumi, per fare uno spuntino fuori dai pasti. Non dispone di posti a sedere. | Da asporto                                      | €      | 1992 |
| The Gibson Girl Ice Cream Parlour | Nell'angolo destro della Main Street, subito prima di arrivare a Central Plaza, si trova questo locale molto caratteristico. Si tratta di una gelateria-pasticceria che vende gelati sfusi e dei dolci. | Da asporto                                      | €      | 1992 |
| The Ice Cream Company             | Una piccola gelateria a metà della Main Street. Non dispone di tavolini. | Da asporto                                      | €      | 1992 |

### Frontierland
Frontierland è l'area tematica ispirata al 1800 americano. I suoi temi vanno dal profondo e selvaggio West, alle case coloniali (tipiche di New Orleans) dell'epoca, ai confini messicani, agli accampamenti indiani e alle fattorie ottocentesche. Vi si può accedere da tre posti diversi: direttamente dalla Main Street (sfruttando il passaggio della Liberty Arcade), da Central Plaza (che è l'ingresso principale di Frontierland) oppure da Adventureland. Si divide in 4 aree:
Fort Comstock: entrando da Central Plaza, una volta oltrepassato un fiumiciattolo e un piccolo accampamento indiano, ci si trova di fronte la ricostruzione di un fortino americano, Fort Comstock appunto (al cui interno si trova Legends of the Wild West). Siamo nel periodo delle leggende del vecchio West, con i suoi personaggi famosi, i suoi banditi e sceriffi. Appena passato il fortino ci troviamo di fronte a Big Thunder Mountain, un'attrazione ispirata a una miniera abbandonata su una montagna in stile Grand Canyon. Vicino all'ingresso per la miniera, ci si può cimentare come pistoleri del West tramite il gioco Rustler Roundup Shootin' Gallery.
Boot Hill: andando verso sud dove il tema del Far West si ispira maggiormente alle case coloniali e ai grandi manieri dell'epoca, incontriamo Thunder Mesa Riverboat Landing (battelli a vapore del 1800) e successivamente Phantom Manor, una dark ride ispirata a un antico casale coloniale abbandonato, per il quale si tramandano numerose leggende e storie di fantasmi. Ai piedi del casale c'è un vecchio cimitero sulla collina.
Thunder Mesa: andando verso nord, il paesaggio del vecchio West si trasforma a poco a poco in messicano, quasi come a volerci segnalare che stiamo oltrepassando i confini; gli edifici messicani richiamano molto quelli polinesiani della adiacente Adventureland. Qui si trova l'ingresso all'attrazione Big Thunder Mountain. Qui si trova il passaggio da Frontierland ad Adventureland.
Cottonwood Creek Ranch: l'ultima zona è quella che si trova nella parte più a Ovest di Frontierland. In questa zona sono forti i richiami alle antiche fattorie del vecchio West. Gli edifici sono di legno grezzo e gli animali passeggiano tranquillamente in mezzo alla strada. Un vecchio mulino a vento spicca al centro dell'area, che comprende il villaggio di Woody (protagonista del film Toy Story), l'area giochi Frontierland Playground, il teatro Frontierland Theatre, una stazione del Disneyland Railroad e il ristorante Cowboy Cookout Barbecue.

#### Attrazioni
| Nome                                     | Caratteristiche | Modello e casa costruttrice                | Anno di apertura           | Foto |
| ---------------------------------------- | --- | ------------------------------------------ | -------------------------- | ---- |
| Big Thunder Mountain                     | Situata al centro di Frontierland, Big Thunder Mountain è un roller coaster per famiglie, di tipologia mine train. Questo è l'unico Big Thunder Mountain ad essere situato su un'isola. Il percorso dell'attrazione (lungo 1,5 km) inizia nella parte nord dell'area, alternando discese più o meno veloci a salite e numerose serie di curve, nelle quali si potranno ammirare alcuni effetti speciali e il panorama. Gli effetti speciali durante il percorso si trovano durante le lente salite e durante le fasi più veloci del percorso e sono: finti pipistrelli, rumori di minatori, schizzi d'acqua improvvisi e finte esplosioni. | Mine train Vekoma/Walt Disney Imagineering | 1992                       |      |
| Phantom Manor                            | Una dark ride ispirata alle classiche attrazioni in stile "casa stregata". Dopo essere entrati ed aver assistito a un pre-show si giunge, a piedi, alla sala d'imbarco, dove si sale a bordo di vetture a due posti poste sopra un nastro trasportatore; qui ha inizio la vera e propria attrazione. La leggenda narra di una giovane e bella donna, Melanie Ravenswood, che visse nel maniero molti anni con il padre Henry, il proprietario della compagnia di scavi Thunder Mesa Mining Company. Il padre era contrario al fatto che sua figlia potesse maritarsi con qualcuno, così uccise uno ad uno i suoi quattro pretendenti. Questo fino a quando un terremoto non colpisce Thunder Mesa, uccidendo tra gli altri i genitori di Melanie, che da quel momento, vestita da sposa, vaga per i corridoi e le stanze del maniero, cercando per sempre il suo promesso sposo. Questa attrazione si trova in quasi tutti i parchi Disney (tranne a Hong Kong Disneyland, sostituita da Mystic Manor, e Shanghai Disneyland per la concezione più rispettosa dell'aldilà nella cultura cinese) e l'architettura e la sua collocazione è sempre differente nei vari parchi. | Dark ride Vekoma/Walt Disney Imagineering  | 1992 (restaurata nel 2019) |      |
| Thunder Mesa Riverboat Landing           | A bordo di un autentico battello a pale si può fare una piccola crociera attorno al Rivers of the Far West, il lago di Frontierland, sono presenti due battelli: Molly Brown e Mark Twain. | Battello                                   | 1992                       |      |
| Rustler Roundup Shootin' Gallery         | L'attrazione è un tiro a segno per colpire dei bersagli tramite un fucile. È un'attrazione a pagamento, gli effetti speciali in questa attrazione sono la cosa che la distingue da un tiro a segno normale poiché qualsiasi bersaglio colpito produce un effetto. Questa attrazione classica può essere trovata in ogni Frontierland dei parchi Disney. | Tiro a segno                               | 1992                       |      |
| Frontierland Playground                  | Si tratta di una piccola area giochi per bambini, nella quale potranno divertirsi mentre i loro genitori si riposano. Ex Pocahontas Indian Village. | Playground                                 | 1996                       |      |
| Disneyland Railroad - Frontierland Depot | È la stazione di arrivo e partenza, a Frontierland, del trenino Disneyland Railroad che compie il giro di tutto il parco. Frontierland Depot serve anche come luogo del rifornimento per i quattro treni, essendo l'unica stazione provvista di una torre dell'acqua. | Ferrovia Lamb Severn                       | 1992                       |      |

#### Spettacoli e parate
| Spettacolo attuale                        | Teatro                                      | Caratteristiche | Anno                                                                               | Foto |
| ----------------------------------------- | ------------------------------------------- | --- | ---------------------------------------------------------------------------------- | ---- |
| The Lion King: Rhythms of the Pride Lands | Frontierland Theater (ex Chaparral Theater) | Inaugurato nel 1995 come un teatro all'aperto, ha subito una totale trasformazione dal 1997 al 1998, quando è stato trasformato in un teatro al coperto, e nuovamente dal 2018 al 2019, quando è stato completamente demolito e ricostruito da zero. Ha ospitato nel corso degli anni vari spettacoli a seconda della stagione dell'anno o del film più popolare, attualmente ospita uno show a tema Il re leone, tra performance circensi e musicali. Tra gli spettacoli presentati: - Hill Billy Hoedown (1995) - Pocahontas Spectacular (1996-1999) - Mickey et la Magie de l'Hiver / Mickey's Winter Wonderland (1997-2012) - spettacolo invernale di pattinaggio sul ghiaccio - Tarzan, la Recontre (1999-2008 e 2011-2012) - Goofy's Summer Camp (2009) - Chantons La Reine des Neiges / Frozen Sing-Along (2015-2018) - La Forêt de l’Enchantement / The Forest of Enchantment (2016-2017) - The Lion King: Rhythms of the Pride Lands (2019) | 1995 come Chaparral Theater (restaurato nel 1998) - 2019 come Frontierland Theater |      |

#### Ristoranti
| Nome                                  | Caratteristiche | Tipologia                               | Prezzo | Anno                                             |
| ------------------------------------- | --- | --------------------------------------- | ------ | ------------------------------------------------ |
| Silver Spur Steakhouse                | È il classico locale elegante del tempo dei cowboy, dove poter gustare dei piatti cotti al barbecue. Situato davanti a Thunder Mesa Riverboat Landing, il menù comprende varie specialità di carne, salsicce e costolette. Potete scegliere tra 4 tipi di cottura differente che vanno dall'"appena scaldata", alla ben cotta. | Servizio al tavolo con cucina texana    | €€     | 1992                                             |
| The Lucky Nugget Saloon               | È un ristorante con servizio al tavolo che offre, tra le altre cose, cheeseburger, fish and chips e costicine di maiale. Da segnalare la presenza di un palco al centro del ristorante che offre più volte, durante la giornata, spettacoli di musica western. Le scenografie, molto curate, ricalcano quelle di un vecchio saloon. | Servizio al tavolo con cucina americana | €      | 1992                                             |
| Casa de Coco - Restaurante de Familia | Situato in prossimità dell'entrata dell'attrazione Big Thunder Mountain, il locale si trova nella zona messicana al confine tra Frontierland ed Adventureland. Si tratta dunque di un ristorante ispirato all'America sud-occidentale che offre specialità messicane-texane di vario tipo, molte condite con salse piccanti. Esternamente il locale rappresenta un fortino messicano e insieme alle scenografie in prossimità di esso forma la tematica dei confini messicani. Negli ultimi anni è stato chiuso ed è stato ritematizzato con personaggi e ambientazioni tratti dal film d'animazione Disney-Pixar Coco. Il menù è rimasto pressoché invariato e l'apertura è avvenuta nel luglio del 2023. | Servizio rapido con cucina messicana    | €      | 2023 (1992-2022 come Fuente del Oro Restaurante) |
| Cowboy Cookout Barbecue               | Nella parte ispirata all'America ottocentesca delle grandi piantagioni, si trova all'interno di un granaio il ristorante Cowboy Cookout Barbecue. Si tratta di un ristorante country che serve specialità americane alla griglia o comunque di hamburger e affini, in un'atmosfera da cowboy. Il tutto è accompagnato dalla presenza di bande musicali che propongono musica country dal vivo. Dispone di tavoli all'interno e all'esterno del locale. | Servizio al rapido con cucina Tex-Mex   | €      | 1992                                             |

### Adventureland

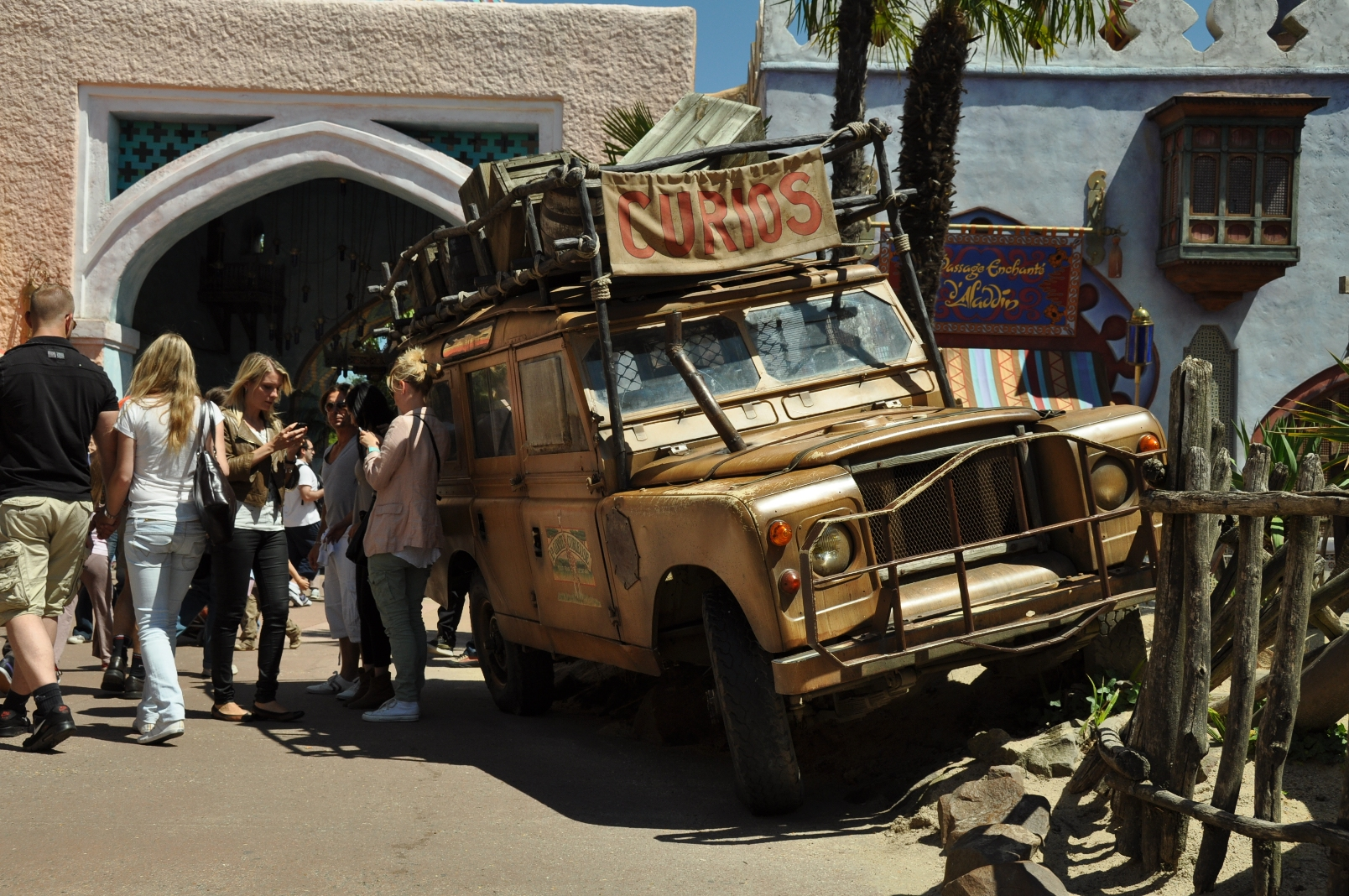
Un particolare dell'ingresso di Adventureland con alle spalle Le Passage Enchanté d'Aladdin.

Adventureland è l'area tematica ispirata ai classici temi di avventura come le esplorazioni fra grotte sotterranee, le atmosfere da Mille e una notte, gli edifici africani, i templi indiani e i misteri dei Caraibi al tempo dei pirati. Vi si può accedere da Central Plaza, da sud attraverso il confine messicano di Frontierland, o da nord, dove è situata Fantasyland. Si divide in 5 aree:
Oriente: entrando da Central Plaza, il tema dell'avventura è ispirato dai paesaggi arabi della fiaba di Aladino. Oltrepassando la scenografica porta d'ingresso, ci si ritrova in una grande piazza dalla quale si può accedere (sulla sinistra di essa) all'attrazione Le Passage Enchanté d'Aladdin. A questo punto si può scegliere se andare verso nord (verso paesaggi caraibici) o verso ovest (verso paesaggi africani).
Africa: proseguendo verso ovest i paesaggi sfumano dallo stile arabo a quello africano. Qui si trova anche il collegamento con Frontierland che miscela il suo confine messicano con il tema arabo/africano. Ci troviamo nel vertice sud di Adventureland e dalla cartina si può notare come questa area tematica sia formata da un perimetro circolare e da un'isola al centro di esso.
India: proseguendo ancora verso ovest e poi verso nord (continuando quindi a percorrere il perimetro esterno) la vegetazione si fa più ricca e si giunge, oltrepassando il ristorante Colonel Hathi's Pizza Outpost, a un antico tempio indiano ispirato a Indiana Jones all'interno delle cui rovine si trova l'attrazione Indiana Jones and the Temple of Peril.
America del Sud: giunti nel punto più ad Ovest di Adventureland ci si può dirigere verso l'isola al centro della Land. In questa spicca un grosso albero al cui interno si trova la casa costruita dagli immaginari naufraghi della famiglia svizzera dei Robinson dopo un terribile naufragio (La Cabane des Robinson). Salendo sulla casa si raggiunge uno dei punti più alti del parco, dal quale se ne può osservare tutto il panorama. Tutta l'isola costituisce Adventure Isle, un insieme di grotte da esplorare, ponti da superare e tesori da scoprire.
Caraibi: attraversando tutta l'isola e dirigendosi verso nord, ci si ritrova nel Golfo dei Pirati. In questo si può visitare la nave dei pirati di Capitan Uncino (Capitain Hook's Galley, che crea un collegamento tematico con la vicina Fantasyland e la sua attrazione Peter Pan's Flight) e una spiaggia. Nella parte nord della baia, dopo aver superato la Roccia del Teschio, si raggiunge un fortino del tempo dei pirati; dentro si trova Pirates of the Caribbean, un'attrazione che ha la caratteristica di avere un ristorante al suo interno rinominato per il 25º anniversario in Captain Jack’s - Restaurant des Pirates.

#### Attrazioni
| Nome                                  | Caratteristiche | Modello/Casa Costruttrice                                 | Anno                       | Foto |
| ------------------------------------- | --- | --------------------------------------------------------- | -------------------------- | ---- |
| Pirates of the Caribbean              | Classica attrazione dei Parchi Disney che ha ispirato l'omonima saga cinematografica; di tipologia boat dark ride, gli ospiti salgono su una barca che li trasporta tra le scene della vita piratesca, rappresentata tramite l'utilizzo di vari animatroni, scappando tra caverne e ripide discese. Nel 2017 sono stati aggiunti all'attrazione dei nuovi animatroni che rappresentano Jack Sparrow e Barbossa più vari aggiornamenti. | Boat Dark Ride / Shoot the Chute Walt Disney Imagineering | 1992 (restaurata nel 2017) |      |
| Indiana Jones and the Temple of Peril | Montagna russa con un giro della morte in cui il tema è quello del film Indiana Jones e il tempio maledetto. Fu una delle prime attrazioni inaugurate nel parco subito dopo la sua apertura che servirono ad aumentare il numero di visitatori, dato che la Disney si accorse che in Europa il pubblico amava questo tipo di attrazioni in stile roller coaster. | Looping Rollercoaster Intamin AG/Walt Disney Imagineering | 1993                       |      |
| Adventure Isle                        | Situata nel centro di Adventureland, è un'attrazione da percorrere a piedi alla ricerca di grotte da esplorare o di un tesoro nascosto e si può dividere in tre parti: la Skull Rock, Le Ventre de la Terre e Ile au Trésor. La Skull Rock è la zona che sta intorno alla Roccia del teschio, ispirata all'omonimo luogo visto nell'adattamento Disney di Peter Pan; Le Ventre de la Terre si trova, invece, nella parte sud di Adventure Isle e consiste in una serie di grotte da esplorare, cascate e altro ancora poste sotto il maestoso albero dove c'è La Cabane des Robinson; infine Ile du Trésor, che si trova tra le due zone citate prima, consiste nell'isola dove si nasconde il tesoro dei pirati. In Adventure Isle esistono anche altre due attrazioni da esplorare, ovvero La Cabane des Robinson e Captain Hook's Galley, il galeone di Capitan Uncino, non sempre aperto al pubblico. | Walkthrough                                               | 1992                       |      |
| La Cabane des Robinson                | Ispirata alla casa su un albero ricavata dalla famiglia Robinson, naufragata, in questa versione del romanzo ispirata alla trasposizione cinematografica Disney del 1960 Robinson nell'isola dei corsari (Swiss Family Robinson), proprio su Adventure Isle. L'attrazione consiste nella visita dell'albero artificiale (per un totale di 176 gradini) e delle relative ambientazioni, come la cucina e la sala da pranzo e le varie "camere" da letto, mentre la famiglia Robinson è fuori per la caccia. L'attrazione offre il panorama di tutto il parco. | Walkthrough                                               | 1992                       |      |
| Le Passage Enchanté d'Aladdin         | Arrivando da Central Plaza, questa attrazione si trova accanto alla maestosa porta d'ingresso di Adventureland, appena entrati girando sulla sinistra. Essa consiste in un piccolo percorso a piedi, nel quale si rivive la storia del classico Disney Aladdin del 1992, attraverso 8 diorami che si trovano dentro vetrate incastonate nei muri. | Walkthrough                                               | 1993                       |      |
| Pirates' Beach                        | Dopo il successo dell'area giochi per bambini Frontierland Playground, gli Imagineers Disney hanno creato quest'altra area giochi, vicino al Golfo dei Pirati (zona nord di Adventureland). Pirates' Beach (La Plage des Pirates in francese) è composta da una serie di giochi per bambini (scivoli, altalene, ecc.) con tema piratesco. | Area giochi per bambini                                   | 2000                       |      |

#### Ristoranti
| Nome                                   | Caratteristiche | Tipologia                                             | Prezzo | Anno                                |
| -------------------------------------- | --- | ----------------------------------------------------- | ------ | ----------------------------------- |
| Captain Jack's –Restaurant des Pirates | Situato nella parte nord di Adventureland, questo ristorante ha la caratteristica (unica al mondo, insieme al gemello ristorante Blue Bayou presente ai Disneyland in California e a Tokyo) di essere dentro un'attrazione, precisamente Pirates of the Caribbean. Dall'attrazione, infatti, si può vedere il ristorante che si trova all'inizio del suo percorso. È un ristorante a tema piratesco-caraibico, che serve specialità di pesce e frutti di mare. Nel 2017 il nome è stato cambiato da Blue Lagoon a Captain Jack’s – Restaurant des Pirates in onore del personaggio reso celebre dai film ispirati dall'attrazione e in vista dei rinnovamenti per il 25º anniversario del parco. | Servizio al tavolo con cucina di pesce e caraibica    | €€€    | 2017 (1992 - 2016 come Blue Lagoon) |
| Agrabah Cafè Restaurant                | Situato proprio all'entrata di Adventureland, questo ristorante in stile antico bazar arabo propone diverse specialità marocchine e mediorientali in un'atmosfera da mille e una notte con un menù a buffet. Dopo un restauro durato qualche anno, dal novembre 2007 è stato riaperto e si è migliorato di molto il locale per dargli uno stile che ricordi ancora di più il classico Disney Aladdin, a cui si ispira. | Buffet con cucina orientale                           | €€     | 1992 (restaurato nel 2007)          |
| Colonel Hathi's Pizza Outpost          | In origine Explorers' Club, è ora ispirato all'adattamento Disney Il libro della giungla. Disperso nella foresta di Adventureland, questo ristorante propone la tipica cucina italiana che si può trovare all'estero: pizza, pasta e lasagne. | Servizio rapido con cucina italiana                   | €      | 1992                                |
| Restaurant Hakuna Matata               | In origine Aux Epices Enchantées, è stato rinominato negli anni per dargli un'atmosfera più disneyana accostandolo al classico Disney Il re leone. Nell'atmosfera africana di Adventureland, l'Hakuna Matata Restaurant offre menu con specialità africane. | Servizio rapido con cucina africana e medio orientale | €      | 1992                                |
| Coolpost                               | Situato di fronte al Colonel Hathi's Pizza Outpost, è un piccolo chiosco snack-bar dove poter mangiare snack immersi in una giungla lussureggiante. | Da asporto                                            | €      | 2005                                |
| Café de la Brousse                     | Tra capanne e costruzioni tipiche africane spicca questo snack bar, un piccolissimo villaggio africano che offre snack di vario tipo. | Da asporto                                            | €      | 1992                                |

### Fantasyland
Fantasyland è l'area tematica dedicata alle fiabe e al regno della fantasia. Nei piani originari di Walt Disney, il primo parco Disneyland in California doveva essere costruito con un'unica area tematica, Fantasyland, al cui ingresso c'era un castello fiabesco. Prima di iniziare a costruire Disneyland in California (nel 1955) però, dopo alcune considerazioni, Disney decise di spostare questa land (che ora è situata nella parte nord dei parchi). L'idea originale del castello come entrata è però stata mantenuta. Oltrepassando un ponte si accede al Castello della Bella Addormentata (Le Chàteau de la Belle au Bois Dormant). Prima di accedere all'interno di Fantasyland ci si può fermare ad ammirare un drago animatronico (La Tanière du Dragon) che si trova nei sotterranei del Castello. Oltre a questa entrata principale si può accedere a Fantasyland da nord-ovest (da Adventureland), da est (Discoveryland) o direttamente da Central Plaza passando di fianco al castello. Si divide in 4 aree:
Fiabesco/Medioevale: oltrepassato il castello, ci si ritrova nella parte più fiabesca dell'area tematica. Subito ai piedi del castello si può notare l'incudine della Spada nella Roccia, con una vera spada incastonata estraibile solo in determinate occasioni. Successivamente si può trovare l'attrazione Le Carrousel de Lancelot e intorno ad essa numerosi negozi a tema, le due attrazioni dedicate ai lungometraggi Disney Biancaneve e Pinocchio e infine il ristorante (Auberge de Cendrillon) dedicato a Cenerentola.
Fiabesco/Avventuriero: andando verso nord-ovest, l'architettura passa dallo stile medievale/fiabesco (che richiama il castello, Lancillotto e le fiabe in genere) allo stile fiabesco/avventuriero che si ricollega alla vicina Adventureland. In questo luogo di transizione al confine ovest di Fantasyland è stata collocata l'attrazione Peter Pan's Flight che è un collegamento diretto alla vicina Baia dei Pirati di Adventureland. Da segnalare, inoltre, un passaggio ad Adventureland anche attraverso il ristorante Au Chalet de la Marionnette; questo è il ristorante che da una parte è ispirato alla fiaba di Pinocchio, ma piano piano, al suo interno, il tema sfuma in quello dell'avventura fino all'uscita su Adventureland.
Fantastico: procedendo a nord-est, i paesaggi passano dal fiabesco al fantastico, le forme si fanno sempre più semplici ed essenziali. Oltrepassata la giostra Dumbo the Flying Elephant e la terza stazione del Disneyland Railroad si trova una piccola area dedicata all'adattamento a cartoni animati Disney Alice nel Paese delle Meraviglie che comprende le attrazioni di Mad Hatter's Tea Cups e il labirinto Alice's Curious Labyrinth. Poi procedendo ancora verso ovest e passando sotto il ponte della ferrovia del Disneyland Railroad si trovano le due attrazioni Casey Jr. - Le Petit Train Du Cirque e Le Pays des Contes de Fées.
Fantastico/Mediterraneo: tornando in Central Plaza procedendo verso sud, infine, si nota la maestosa entrata di It's a Small World e davanti ad essa un complesso di edifici in stile italiano/mediterraneo con il ristorante Pizzeria Bella Notte.

#### Attrazioni
| Nome                                      | Caratteristiche | Modello/Casa Costruttrice                      | Anno | Foto |
| ----------------------------------------- | --- | ---------------------------------------------- | ---- | ---- |
| Sleeping Beauty Castle                    | Le Chàteau de la Belle au Bois Dormant in francese, è il castello della Principessa Aurora e del Principe Filippo, protagonisti del Classico Disney La bella addormentata nel bosco. L'attrazione, situata al centro del parco, consiste nella visita del castello, sia del piano terra, sia del piano superiore, chiamato Le Galerie de la Belle au Bois Dormant. Venendo da Central Plaza, oltrepassato il ponticello, si varca l'entrata principale del castello. Sulla destra è presente un negozio nel quale per tutto l'anno è possibile acquistare oggetti Natalizi, mentre sulla sinistra c'è un negozio che vende oggetti da collezione. Sulla destra, dopo il negozio natalizio, c'è un percorso che porta al giardino del castello, mentre proseguendo a sinistra dopo il negozio di oggetti preziosi, si trova una scalinata che conduce alle segrete del castello, dove si trova un animatrone rappresentante il drago del film (La Tanière du Dragon). Dalla sala centrale del castello, si può accedere invece al piano superiore, che ha una forma circolare e in cui passeggiando si può rivivere la storia del film Disney attraverso delle vetrate ed altri oggetti in mostra. Si può anche uscire dal balcone che si affaccia su Fantasyland. Usciti dal castello, infine, ci si ritrova nella piazza principale di Fantasyland. | Walkthrough                                    | 1992 |      |
| La Tanière du Dragon                      | Nella caverna sotto al castello è incatenato quello che, al momento dell'apertura del parco, era il più grande animatrone mai costruito per un parco Disney: il drago di 27 metri che dorme, respira, brontola nella penombra della grotta e che ogni tanto si sveglia aprendo gli occhi arancioni, guardandosi intorno ed emettendo fumo dalla bocca. | Walkthrough                                    | 1992 |      |
| It's a Small World                        | Nella parte ovest di Fantasyland c'è It's a Small World. Già dall'esterno dell'attrazione è possibile sentire il ticchettio dell'orologio posto al centro dell'enorme scenografia esterna dell'attrazione. Successivamente, a bordo di piccole barche, si percorre un fiumiciattolo che porta a scoprire tutti i paesi del mondo descritti da scenografie cartoonesche e da bambole in movimento accompagnate dalla famosa canzone composta dai fratelli Sherman interpretata nelle maggiori lingue del mondo. Il viaggio, che dura circa 12-15 minuti, si conclude con l'America, precisamente con l'ingresso dentro il fantastico mondo di Hollywood. Usciti dall'attrazione, in passato, si passava attraverso una stanza a spirale, nella quale erano presenti alcuni giochi adatti ai più piccoli. Ora questa stanza è stata convertita in un'altra attrazione: Princess Pavilion, in cui i visitatori possono incontrare le principesse Disney. | Dark ride acquatica                            | 1992 |      |
| Peter Pan's Flight                        | Nella parte nord-ovest di Fantasyland, precisamente al confine con la zona piratesca di Adventureland, si trova l'attrazione dedicata all'adattamento cinematografico Disney su Peter Pan. Essa è una delle tre dark ride di Fantasyland ispirate a dei classici Disney. A bordo di piccole navi "volanti" (sospese tramite un aggancio ad un percorso al soffitto) si esce dalla stanza di Wendy Darling per attraversare Londra, passare la Seconda Stella a Destra e poi dritti fino all'Isola che non c'è. Qui si possono rivivere le avventure della versione Disney del celebre film, dal rapimento di Giglio Tigrato fino allo scontro finale contro Capitan Uncino. | Suspended dark ride                            | 1992 |      |
| Blanche-Neige et les Sept Nains           | Blanche-Neige et les Sept Nains (Biancaneve e i Sette Nani - Snow White and Seven Dwarfs) si trova sulla sinistra, subito dopo aver oltrepassato il Castello della Bella Addormentata nel Bosco. Ispirata all'omonimo film Disney, questa attrazione è una delle tre dark ride di Fantasyland. Il percorso dell'attrazione inizia con uno scenario relativamente tranquillo che mostra l'incontro di Biancaneve con i Sette Nani. Si salta quindi tutta la parte introduttiva del film, nella quale Biancaneve viene allontanata dal castello della regina e si rifugia nel bosco. Dopo questa scena si entra nella miniera dove lavorano i nani. L'atmosfera si fa sempre più cupa e ci si ritrova nelle prigioni, dove la regina si trasforma in una vecchia strega. C'è poi la corsa attraverso il bosco fino alla conclusione, con il Principe Azzurro e Biancaneve. | Dark ride                                      | 1992 |      |
| Les Voyages de Pinocchio                  | L'ultima delle tre dark ride di Fantasyland, questa è dedicata alla versione Disney del classico di Collodi, Pinocchio. Sopra a dei carrellini si possono rivivere le scene più famose del film Disney dall'incontro col Grillo Parlante e col Gatto e la Volpe al viaggio nel Paese dei Balocchi, fino all'arrivo della Fata Turchina che, grazie a un classico effetto illusionistico, il Pepper's Ghost, appare e scompare davanti agli occhi degli spettatori. | Dark ride                                      | 1992 |      |
| Le Carrousel de Lancelot                  | Oltrepassato il Castello della Bella Addormentata, ci si trova nella piazza principale di Fantasyland, al cui centro spicca l'attrazione Le Carrousel de Lancelot. Si tratta di una enorme versione della famosa Giostra dei Cavalli, presente in molti parchi. Saliti su uno dei cavalli o carrozza l'attrazione ruota attorno al suo centro mentre il cavallo si muove verticalmente. | Giostra cavalli                                | 1992 |      |
| Alice's Curious Labyrinth                 | Alice's Curious Labyrinth è un classico labirinto, tematizzato sullo stile dell'adattamento Disney Alice nel paese delle meraviglie del 1951. Situato nella parte nord di Fantasyland (proprio nella piccola zona dedicata ad Alice) si compone di due parti: nella prima c'è un labirinto di siepi, nel quale si possono incontrare numerosi personaggi del film (come lo Stregatto), e nella seconda parte c'è il giardino e il castello della Regina di cuori. Al termine della prima parte si può anche scegliere di abbandonare l'attrazione e non proseguire verso il castello. Questo è costruito in prospettiva forzata (come molti altri edifici del parco) e in cima, una volta saliti 86 gradini, offre un'ottima visuale su tutta Fantasyland. L'attrazione è piena di figure animate e piccoli effetti speciali. | Walkthrough                                    | 1992 |      |
| Mad Hatter's Tea Cups                     | L'attrazione è una versione molto tematizzata delle tazze rotanti, famose e quasi onnipresenti attrazioni dei parchi divertimento. A bordo delle tazze colorate si ruota sia attorno all'asse centrale della giostra, sia attorno a un asse posto al centro di 3 tazze e, infine, anche attorno all'asse della tazza a piacimento: al centro di ogni tazza c'è un disco che si può ruotare con più o meno forza in funzione della velocità di rotazione che si vuole raggiungere. | Tazze rotanti                                  | 1992 |      |
| Dumbo the Flying Elephant                 | È una classica giostra meccanica, presente in tutti i parchi Disneyland del mondo, ispirata all'elefantino protagonista del classico Disney Dumbo - L'elefante volante del 1941. Si sale a bordo di un elefante attaccato a una struttura centrale in grado di ruotare. Durante i giri dell'attrazione, gli elefanti si alzano e si abbassano continuamente. | Giostra meccanica                              | 1992 |      |
| Disneyland Railroad - Fantasyland Station | Da questa stazione si può entrare a Fantasyland e si può proseguire verso le altre stazioni. È circondata da alberi in fiore di stagione. L'edificio della stazione mescola diversi stili di costruzione europea da quello britannico, il Tudor alle esuberanti stazioni di architettura inglese dell'epoca d'oro delle ferrovie. | Ferrovia Lamb Severn                           | 1992 |      |
| Le Pays des Contes de Fées                | Costruita due anni dopo l'apertura del Disneyland Park, questa attrazione insieme alla vicina Casey Jr. - Le Petit Train du Cirque, fu la prima vera espansione del parco oltre i suoi classici confini (creati dalla ferrovia del Disneyland Railroad). Giunti nella parte nord-est di Fantasyland, si può prendere un corridoio che passa sotto la ferrovia e si giunge in una piazzetta dove si può scegliere tra questa attrazione e Casey Jr. Si tratta di una breve crociera a bordo di barche di piccole dimensioni, che seguono un percorso prestabilito, nella quale si possono vedere numerose miniature di villaggi o castelli tratti da alcuni classici Disney. | Tow boat ride                                  | 1994 |      |
| Casey Jr. Le Petit Train du Cirque        | Casey Jr. - Le Petit Train du Cirque si trova nella parte Nord Est di Fantasyland, dietro la ferrovia del Disneyland Railroad insieme a Le Pays des Contes de Fées. L'attrazione è un Junior Roller Coaster, ovvero montagne russe adatte soprattutto ai bambini. Il tema a cui si ispira è quello del viaggio iniziale del treno del circo, nel film d'animazione Dumbo - L'elefante volante. Il percorso si snoda tra colline e pianure, attraverso castelli e paesaggi in miniatura. In alcuni punti il tracciato si intreccia con quello di Le Pays des Contes de Fées. | Junior Coaster Vekoma/Walt Disney Imagineering | 1994 |      |

#### Ristoranti
| Nome                        | Caratteristiche | Tipologia                                      | Prezzo | Anno |
| --------------------------- | --- | ---------------------------------------------- | ------ | ---- |
| Auberge de Cendrillon       | È il ristorante più prestigioso e costoso di Disneyland Paris. Si tratta di un locale dove tutto è ispirato a Cenerentola, dalle scenografie ai piatti. Situato dietro al Castello della Bella Addormentata, la specialità di questo ristorante è la cucina francese e dispone del servizio al tavolo. Un valore aggiunto è rappresentato dal fatto che tra i tavoli, precedute dalle topine del film Cenerentola, Suzy e Perla, fanno la loro comparsa alcune tra le principesse Disney con i rispettivi principi, che girano per il ristorante, fermandosi di tavolo in tavolo per un autografo o per una foto. | Servizio al tavolo con cucina francese         | €€€    | 1992 |
| Pizzeria Bella Notte        | Situato nella parte a Est di Fantasyland, Pizzeria Bella Notte è un ristorante-pizzeria ispirato al film Disney Lilli e il Vagabondo. In un'atmosfera italiana, propone i tipici piatti della cucina italiana conosciuti all'estero (pizza, pasta, polpette e lasagne). Ristrutturata nel 2023, fa ora parte di una miniland all'interno di Fantasyland dedicata tutta all'Italia dove appaiono anche situazioni e personaggi tratti dal film Disney-Pixar Luca. | Servizio al banco con cucina italiana          | €      | 1992 |
| Au Chalet de la Marionnette | Pur essendo un ristorante di Fantasyland, Au Chalet de la Marionnette ha la caratteristica di essere accessibile anche dalla vicina Adventureland, trovandosi a cavallo tra le due aree tematiche. Il ristorante è tematizzato come fosse la bottega di Geppetto ed è ispirato alle atmosfere della versione Disney della favola di Pinocchio (che invece di essere ambientata in Toscana, come il romanzo originale, aveva un'ambientazione alpina-bavarese). Dispone di tavoli all'interno e all'esterno dell'edificio.                                                                                         | Servizio rapido con cucina tedesca e americana | €      | 1992 |
| Toad Hall Restaurant        | Un ristorante all'interno di Fantasyland ispirato all'11º Classico Disney Le avventure di Ichabod e Mr. Toad, con atmosfere e scenografie che ricordano antichi e fiabeschi manieri inglesi e cucina britannica, dove si possono gustare vari piatti tradizionali tra i quali il tipico fish and chips. | Servizio rapido con cucina britannica          | €      | 1992 |
| Fantasia Gelati             | Una gelateria che propone gelati e dolci di vario genere. L'esterno è ben incastonato nella sezione mediterranea di Fantasyland. Ci si può sedere nei tavolini di fronte all'entrata con un'atmosfera che risuona dalla vicina attrazione It's a Small World. | Da asporto                                     | €      | 1992 |
| The Old Mill                | Un piccolo chiosco che vende snack, gelati, bevande e altro ancora. Dal 1993 al 2002, il mulino ospitava una piccola ruota panoramica (Pirouettes du Vieux Moulin), oggi è un posto adatto per spuntini pomeridiani. | Da asporto                                     | €      | 1992 |
| March Hare Refreshments     | Un piccolo negozio di dolciumi con qualche tavolino dove potersi sedere e ammirare l'atmosfera fiabesca di Fantasyland. Esternamente si presenta con una tematizzazione che riprende lo stile di Alice nel Paese delle Meraviglie. Insieme alle attrazioni Alice's Curious Labyrinth e Mad Hatter's Tea Cups crea quindi una vera e propria piccola area dedicata al classico Disney. | Da asporto                                     | €      | 1992 |
| L'Arbre Enchanté            | Un piccolo chiosco che vende snack e bevande, adiacente a un albero artificiale. | Da asporto                                     | €      | 2006 |

### Discoveryland

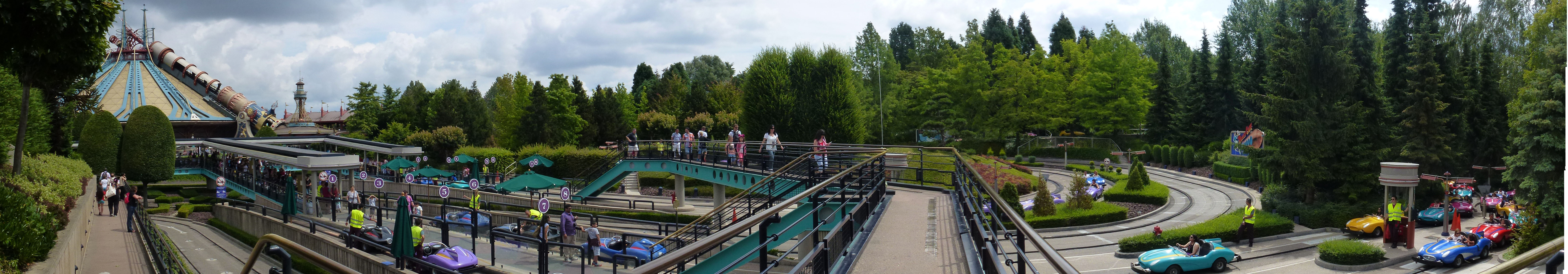
Una veduta panoramica dell'area Discoveryland dove si vedono le attrazioni Space Mountain e Autopia.

L'area tematica Discoveryland ha uno stile steampunk ed è dedicata al futuro ed è l'unica al mondo con questo nome, a differenza che negli altri parchi Disney a modello Magic Kingdom, dove è chiamata Tomorrowland. Come lo stesso Walt Disney pensava, il concetto di futuro è la cosa che più velocemente invecchia, per questo motivo per Disneyland Paris si è pensato di convertire quest'area tematica in una che vedesse il futuro dagli occhi dei grandi sognatori del passato come Jules Verne, Leonardo da Vinci o anche dai contemporanei come George Lucas (creatore di Guerre stellari). Quindi si può considerare Discoveryland come il futuro immaginato dai grandi sognatori della storia nelle sue molteplici sfaccettature. L'area occupa la parte est del Disneyland Park. Si può accedere ad essa o da Central Plaza oppure da un passaggio (non sempre aperto) che la collega a Fantasyland. Si divide in 3 aree principali:
Futuro immaginato negli anni '50 e '60: entrando da Central Plaza si nota subito un contrasto di colori e stili; sullo sfondo sia ha lo stile futuristico romantico, ispirato ai sognatori del passato come Verne o Da Vinci, mentre sulla sinistra si nota l'attrazione Buzz Lightyear Laser Blast che definisce invece un futuro molto più verde e sgargiante. Si può considerare questa piccola zona vicino all'attrazione di Buzz (dove c'è anche il negozio Constellations e l'ufficio Passaporti Annuali) un piccolo spazio dedicato al futuro colorato e ultra tecnologico degli anni '50 e '60; Autopia crea quest'ulteriore zona di Discoveryland che si ispira al futuro immaginato nel boom degli anni '50 ricco di futuristiche automobili e luci al neon.
Futuro immaginato dai grandi pensatori del passato: superata la zona precedente, ci si trova di fronte alle attrazioni Orbitron, Hyperspace Mountain, Les Mystéres du Nautilus e al teatro Videopolis. I colori si fanno più spenti, più romantici, le tonalità vanno dal rame, all'oro, al grigio passando per il bordeaux o il blu scuro. È il tema principale di Discoveryland, o meglio di quella che doveva essere la Discoveryland immaginata durante i progetti per Disneyland Paris, che si sta trasformando con il tempo. Si possono ritrovare forti richiami a grandi pensatori europei in ogni particolare delle attrazioni. In questa area si vede anche un'ulteriore chiave di lettura di Discoveryland, intesa sia come terra delle scoperte ma anche delle esplorazioni: del mondo marino (con il Nautilus), dei cieli (con il dirigibile Hyperion visto nel film Disney del 1974 L'isola sul tetto del mondo) e dello spazio (con le Hyperspace Mountain).
Futuro immaginato negli anni '70 e '80: al confine con la stradina che porta a Fantasyland, si trova questa piccola zona dedicata a un futuro molto in voga nei film anni '70 e '80 come Guerre stellari; in quest'area si trovano infatti l'attrazione Star Tours, Starport (una struttura dove il pubblico può incontrare Dart Fener) e Star Traders, un negozio (ex sala giochi) tutto a tema Star Wars posto all'uscita di Star Tours, mentre intorno l'atmosfera torna a fondersi con lo stile steampunk con il Discoveryland Theater e la stazione Discoveryland Station del Disneyland Railroad.

#### Attrazioni
| Nome                                        | Caratteristiche | Modello/Casa Costruttrice                                        | Anno | Foto |
| ------------------------------------------- | --- | ---------------------------------------------------------------- | --- | ---- |
| Star Wars Hyperspace Mountain               | Al centro di Discoveryland troneggia un'imponente struttura al cui interno si trovava Space Mountain – De La terre à la lune che venne aperta al pubblico nel 1995. La versione di allora era ispirata a un classico della letteratura: Dalla Terra alla Luna di Jules Verne. L'attrazione ricreava il momento del lancio del missile per mezzo di un potentissimo cannone (il Columbiad), così come era stato immaginato da Verne. Dopo il lancio ci si ritrovava immersi nel buio più totale con qualche asteroide illuminato, mentre si correva a forte velocità nel percorso della montagna russa comprendente 3 inversioni. Dopo qualche secondo nello spazio si arrivava vicino alla Luna. Il treno rallentava e si poteva ammirare il sorriso della luna. Successivamente il treno subiva un'altra accelerazione e si ritornava alla base passando in mezzo ad altri asteroidi e frenando grazie al Electro de Velocitor. Il tutto era accompagnato da una musica on-ride che ne enfatizzava tutti i momenti. Nel 2005, in occasione dei 10 anni dell'attrazione, gli Imagineers Disney gli hanno dato una completa riabilitazione: pur non cambiando il tracciato interno, si è riusciti a ritematizzare tutto il viaggio spaziale. Nasce così Space Mountain: Mission 2. Le differenze con la precedente versione erano notevoli a cominciare dalla quantità di oggetti che si vedono durante la corsa. Venne cambiata anche la musica e i treni erano più moderni e con 5 altoparlanti a bordo: due alla testa, due dietro il corpo e uno sotto il sedile. Questa volta al momento del lancio ci si posizionava più indietro rispetto a prima e dopo il conto alla rovescia (che prima non era presente) si partiva a velocità ancora maggiore. Oltre alla grande quantità di stelle e nebulose aggiunte vi era la presenza di una grande cometa. Una riabilitazione durata da gennaio a maggio 2017 ha completamente ritematizzato l'attrazione: per il 25º anniversario del parco è così nata Star Wars Hyperspace Mountain, con trama e ambientazione ispirate all'universo di Guerre stellari. | Launched indoor roller coaster Vekoma / Walt Disney Imagineering | 2017 (1995-2005 come Space Mountain - Da la Terrè a la lune; 2005-2016 come Space Mountain: Mission 2)                                                                                 |      |
| Star Tours: l'Aventure Continue             | Attrazione ispirata alla serie di film di Guerre stellari tramite un simulatore di volo. Inizialmente si trattava di un solo filmato in cui una navetta passeggeri (chiamata Star Tours appunto) veniva coinvolta in alcune scene della trilogia originale di Star Wars. Per i 25 anni del parco è stata ritematizzata con l'aggiunta di decine di nuovi pianeti e situazioni tratti dalla saga e con l'aggiunta della tecnologia 3D. Una volta entrati si percorre una fila altamente tematizzata, nella quale sono presenti vari animatroni che rappresentano alcuni personaggi della saga, tra cui R2-D2, C-3PO, l'Ammiraglio Ackbar e diversi droidi. Arrivati alla sala d'imbarco si assiste ad un breve filmato che illustra il comportamento da sostenere una volta a bordo dell'astronave (che sarà il simulatore). Saliti sull'astronave e indossati gli occhiali 3D, viene proiettato un filmato sincronizzato con i movimenti di tutto il simulatore, in cui si esplorano i vari pianeti della galassia creata da George Lucas. Al termine dell'attrazione si passa per Star Traders, un negozio di souvenir a tema Star Wars, che in precedenza era una sala giochi. All'esterno dell'attrazione si può notare un X-wing, uno dei veicoli interstellari che si possono ammirare nella serie cinematografica. | Simulatore                                                       | 2017 (1992-2017 come Star Tours) |      |
| Buzz Lightyear Laser Blast                  | Una delle prime attrazioni che si incontrano a Discoveryland arrivando da Central Plaza (costruita all'interno della struttura che all'apertura del parco ospitava l'attrazione in circarama Le Visionarium) si tratta di una dark ride interattiva, nella quale con speciali pistole laser si devono colpire i numerosi bersagli sparsi nel percorso per aiutare Buzz Lightyear a sconfiggere il suo acerrimo nemico Zurg. In base al bersaglio colpito, si attiveranno i vari animatroni e si scopriranno nuovi punti da colpire e infine si potrà confrontare il proprio punteggio con quello del proprio vicino di posto. | Shooting dark ride                                               | 2006 (1992-2004 come Le Visionarium) |      |
| Autopia                                     | Questa attrazione occupa tutta la parte sud dell'area tematica Discoveryland. In essa, a bordo di futuristiche (secondo l'idea del futuro negli anni '50) macchine, si percorre un circuito prestabilito munito di guida. Le macchine, infatti, si possono guidare ma non possono mai uscire da un certo range di curvatura, imposto proprio dalla guida sotto le macchine. L'attrazione è una delle classiche presenti in quasi tutti i parchi Disneyland del mondo, sotto diversi nomi, essendo stata inaugurata nel Disneyland originale già nel 1955. | Circuito di automobili                                           | 1992 |      |
| Orbitron Machines Volantes                  | Appena entrati (da Central Plaza) in Discoveryland, Orbitron è la prima attrazione che si nota ed è quella che subito identifica lo stile steampunk dell'area tematica che si sta attraversando. Si tratta di una giostra meccanica simile a Dumbo the Flying Elephant nella quale, a bordo di navicelle spaziali, si ruota attorno ad un asse centrale, salendo e scendendo di quota. | Giostra meccanica                                                | 1992 |      |
| Les Mystères du Nautilus                    | Tra i numerosi percorsi a piedi presenti nel parco, in questo si può visitare il sottomarino Nautilus descritto nel famoso libro di Jules Verne Ventimila leghe sotto i mari. In particolare il sottomarino è una fedele ricostruzione di quello visto nell'omonimo film Disney del 1954 con Kirk Douglas e James Mason. Entrati al suo interno, si potranno ammirare le scenografie interne e alla fine, da un grande oblò, era possibile osservare, sino al 2021, un animatrone del gigantesco calamaro gigante descritto nel romanzo e nell'omonimo film. Nel 2023 l'attrazione ha riaperto, dopo due anni di restauro, con nuovi effetti speciali, una colonna sonora esclusiva e nuovissime scene subacquee ma, con dispiacere di alcuni fan, il calamaro gigante è stato rimosso per lasciare spazio a una simulazione della vita marina dove vengono mostrati alcuni animali come i cetacei tramite uno schermo LCD. | Walkthrough                                                      | 1992 (restaurato nel 2023) |      |
| Disneyland Railroad - Discoveryland Station | La stazione Discoveryland Station è l'unica tappa del Disneyland Railroad che è stata aggiunta dopo l'apertura del parco. L'apertura della stazione, nel luglio 1993, coincise con l'arrivo del quarto treno della ferrovia, Eureka, e con l'apertura della sala giochi L'Astroport service Interstellaires. Questa è l'ultima stazione prima di ritornare alla Main Street Station. | Ferrovia Lamb Severn                                             | 1993 |      |
| Topolino e la sua Orchestra FilarMagica     | In questo speciale teatro attrezzato per la tecnologia 4D in passato si sono alternate varie attrazioni: alla sua apertura nel 1992 si poteva assistere al cortometraggio in 3D, Captain EO, prodotto da George Lucas, diretto da Francis Ford Coppola e con protagonista Michael Jackson. Il cortometraggio venne tolto nel 1998 per lasciare spazio alla nuova attrazione Honey, I Shrunk the Audience che venne tolta nel 2010 per lasciare spazio di nuovo a Captain EO in seguito alla morte di Michael Jackson. Negli ultimi anni il teatro viene usato spesso per speciali proiezioni e per il 25º anniversario era stato ripensato a tema Guerre stellari con un filmato intitolato Star Wars: Path of the Jedi, filmato che ripercorreva la saga di Guerre stellari. Dal mese di ottobre 2018, per festeggiare i 90 anni di Topolino, il teatro trasmette lo spettacolo in 4D, Mickey et son Orchestre PhilarMagique. | Cinema 4D                                                        | 2018 (1992-1998 2010-2016 come Captain EO; 1998-2010 come Honey, I Shrunk the Audience; 2016-2017 come Disney & Pixar Short Film Festival; 2017-2018 come Star Wars: Path of The Jedi) |      |

#### Spettacoli
| Spettacolo attuale              | Teatro     | Caratteristiche | Anno | Foto |
| ------------------------------- | ---------- | --- | ---- | ---- |
| Disney Performing Arts On-Stage | Videopolis | Situato all'interno della stessa struttura del Café Hyperion, Videopolis era stato inizialmente pensato come un teatro per ospitare spettacoli di vario genere ma che fungesse anche da discoteca. Il concetto originale venne però cambiato dato che si scoprì che adolescenti e giovani adulti, il suo target, erano più interessati a visitare altre attrazioni fino all'ultimo minuto prima della chiusura del parco piuttosto che fermarsi a ballare. L'idea di discoteca venne quindi accantonata e Videopolis viene da allora utilizzato solo come sede per alcuni spettacoli con i personaggi Disney in alcuni periodi dell'anno, come a Natale, Capodanno o Halloween, a cui il pubblico può assistere seduto ad uno dei 400 posti a sedere che vanno ad aggiungersi agli altri 400 sparsi tra i vari tavolini dell'adiacente ristorante. Lista degli spettacoli di Videopolis: - Rock Shock (1992-1993 e ritornato brevemente nel 1995 per l'apertura di Space Mountain) - Beauty and the Beast (1993-1996) - Disney Classics - The Music and the Magic (1998) - Disney Magic Forever (1998) - Mulan - The Legend (1998-2002) - Minnie's Birthday Surprise (2002-2003) - Mickey's Showtime (2003-2004) - The Legend of the Lion King (2004-2009) - Cinema Mickey (2009-2010) (trasmissione sugli schermi di alcuni corti con Topolino e i suoi amici) - CineDisney (2010–2015) (trasmissione sugli schermi di alcuni corti Disney e Pixar) - Jedi Training Academy (2015-2017) - The Wonderful World of Mickey Mouse (2020-in corso) (trasmissione sugli schermi di alcuni episodi della serie Il meraviglioso mondo di Topolino) - Let’s Sing Christmas Show (novembre 2022-gennaio 2023) (spettacolo di canti natalizi) - Disney Performing Arts On-Stage (2023) | 1992 |      |

#### Ristoranti
| Nome          | Caratteristiche | Tipologia                            |   | Anno                       |
| ------------- | --- | ------------------------------------ | - | -------------------------- |
| Café Hyperion | Arrivati a Discoveryland, una delle cose che salta più all'occhio è il maestoso dirigibile Hyperion reso famoso dal lungometraggio Disney del 1974 L'isola sul tetto del mondo. Proprio sotto ad esso si trova l'entrata del ristorante-fast food Café Hyperion, che ha uno stile steampunk, come gran parte della Discoveryland originale, e ha la caratteristica di avere i tavolini posti su varie terrazze in una posizione che consente la visione dell'adiacente teatro Videopolis dando quindi la possibilità di vedere uno degli spettacoli proposti comodamente seduti al proprio tavolino. | Servizio rapido con cucina americana | € | 1992                       |
| Rocket Café   | Piccolo chiosco, non sempre aperto, situato sul perimetro dell'attrazione Hyperspace Mountain. Non è dotato di tavolini e prevede la possibilità di fare spuntini. Ha la particolarità di essere "sponsorizzato" tramite un fittizio cartellone pubblicitario situato come easter egg durante il percorso di una delle due piste di Autopia. Dal 2022 ha riaperto, dopo essere stato chiuso per diversi anni, con un nuovo menù a tema Guerre Stellari con waffle a forma di Dart Fener e di Stormtrooper, biscotti Boba Fett, gelati Grogu ecc.                                                     | Da asporto                           | € | 2003 (restaurato nel 2022) |
| Cool Station  | Situato in prossimità dell'entrata di Discoveryland, questo piccolo chiosco vende vari prodotti da snack-bar. | Da asporto                           | € | 2006                       |

## Visitatori
Il Disneyland Park di Disneyland Paris è il parco a tema più visitato d'Europa, con cifre annue che si aggirano intorno ai 10 milioni di visitatori. Negli ultimi anni il parco ha subito un leggero calo dei visitatori, che vi hanno preferito il parco limitrofo, Parc Walt Disney Studios (che ha invece aumentato i visitatori), che sono passati dai 12.740.000 del 2009 ai 9.745.000 del 2019.
Nel 2020, a causa della pandemia di Covid-19 e le relative chiusure e restrizioni, il Disneyland Park ha registrato il suo minimo storico con una presenza di soli 2.620.000 visitatori. Nel 2022 il parco si riprende, assieme a tutto il resort, raggiungendo i 9.930.000 visitatori.